# Kamanová
Kamanová (Hongaars: Kálmánfalva) is een Slowaakse gemeente in de regio Nitra, en maakt deel uit van het district Topoľčany.
Kamanová telt 622 inwoners.